# Núi Tứ Phương

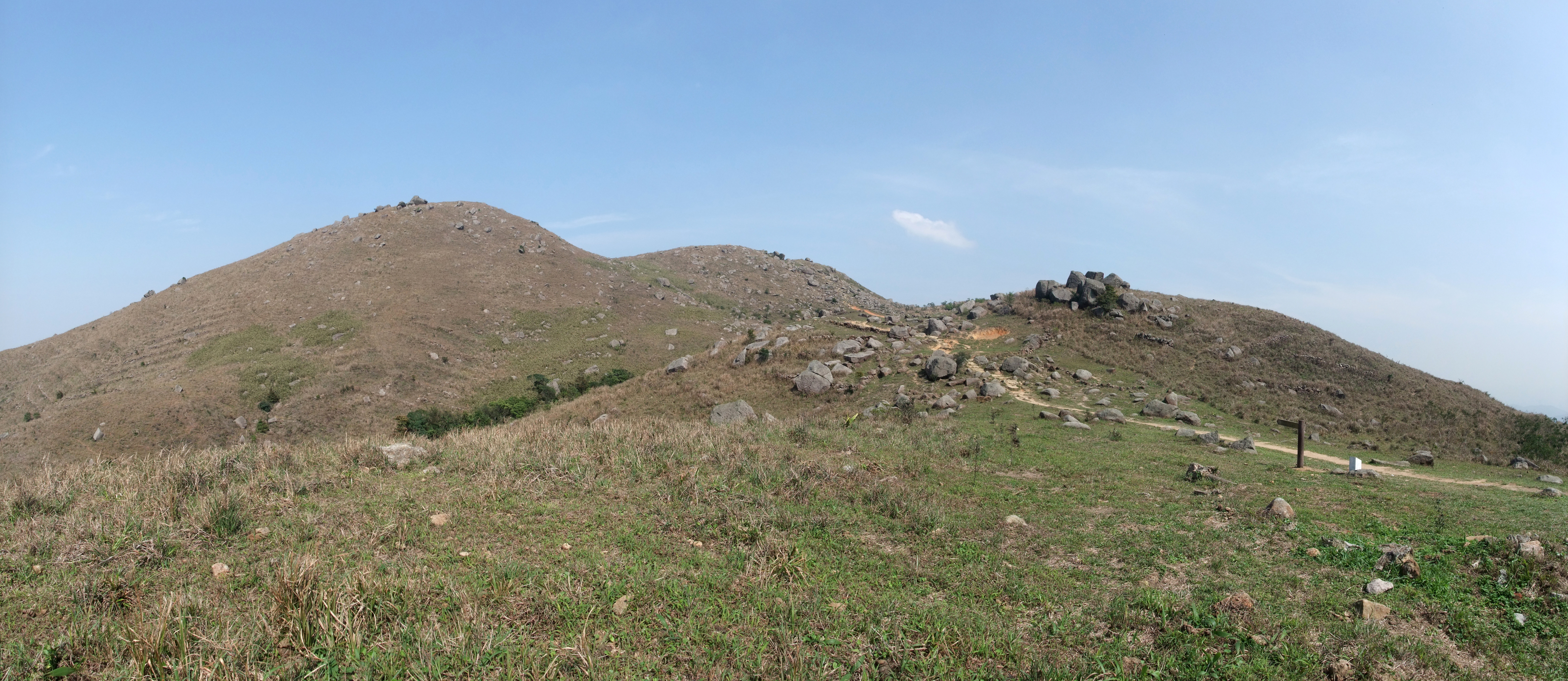
Núi Tứ Phương

Núi Tứ Phương (tiếng Trung: 四方山), nằm ở Tân Giới, là đỉnh cao thứ tư ở Hồng Kông. Với độ cao 785 m, nó nằm phía đông bắc ở Đại Mạo Sơn. Giàn thứ tám của đường mòn Mạch Lý Hạo gần đi qua nó.